# Теракты в Египте 9 апреля 2017 года
Теракты в Египте 9 апреля 2017 года — серия скоординированных террористических актов, произошедших в египетских городах Танта и Александрия в воскресенье 9 апреля 2017 года. Террористы-смертники атаковали коптский и православный храмы в двух городах с разницей в несколько часов. В результате взрывов погибли 43 человек, более сотни человек пострадали.

## Хронология
9 апреля 2017 года христиане отмечали Вербное воскресенье. Первый взрыв произошёл в 9:30 по местному времени в соборе Мак-Гиргис в городе Танта на севере Египта, во время праздничной утренней службы. Террорист-смертник вошёл в собор, приблизился к первым рядам и активировал спрятанное взрывное устройство. Спустя несколько часов произошёл второй взрыв во втором по величине городе Египта, Александрии, где террорист-смертник подорвал себя прямо у входа в церковь Святого Марка в Александрии. Стоявший у входа полицейский не позволил террористу пройти в храм, и тот подорвал себя у дверей церкви.
Во время теракта в Александрии в атакованном соборе находился Патриарх Александрийский Феодор II, сам он не пострадал в результате взрыва.
В результате взрывов в Танте погибли 27 человек, 78 получили ранения. В Александрии погибли 18 человек и ещё 66 пострадали.
Президент Египта Абдель Фаттах ас-Сиси назвал взрывы терактами, которые были направлены как против христиан, так и против мусульман.
Ответственность за теракты взяла террористическая организация «Исламское государство».
В связи с терактами в Египте был объявлен трёхдневный траур. Позднее президентом Египта было введено чрезвычайное положение сроком на 3 месяца. В связи с угрозой терактов против туристов Израиль закрыл пограничный переход «Таба» на израильско-египетской границе.
Позднее были установлены личности совершивших взрывы террористов: взрыв в Танте совершил Мамдух Амин Мухаммед Багдади 1977 года рождения, взрыв в Александрии — Махмуд Хасан Мубарак Абдалла 1986 года рождения, оба родились в провинции Кена и связаны с радикальной группировкой.

## Изображения

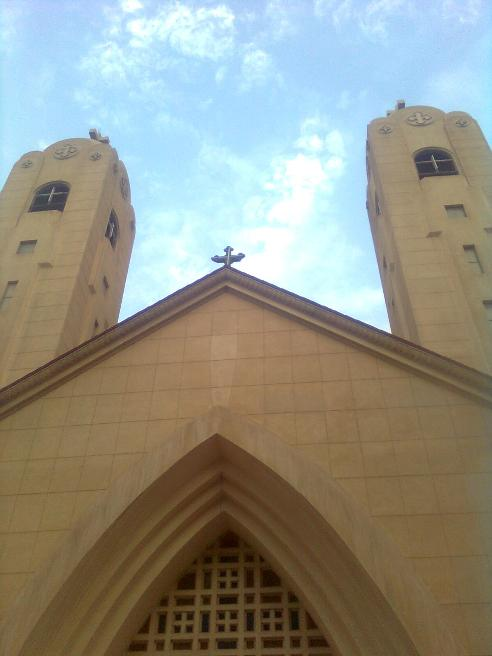
Коптский храм в Танте
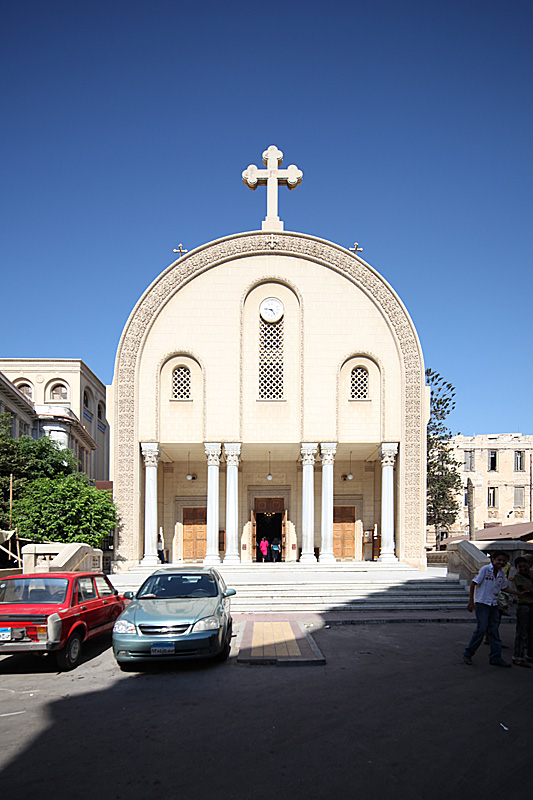
Храм Святого Марка в Александрии
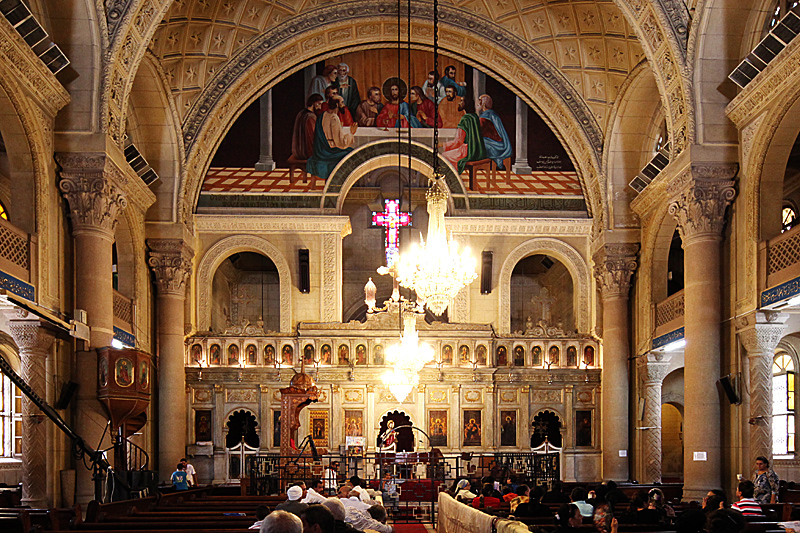
Внутреннее убранство Храма Святого Марка